# Waxhaw
Die Waxhaw (auch Waxhau) waren ein kleiner Stamm nordamerikanischer Ureinwohner, die im Tal des Catawba River in der Umgebung der heutigen Stadt Charlotte in den Countys Union und Mecklenburg in North Carolina, sowie im Lancaster County in South Carolina im Südosten der Vereinigten Staaten lebten. Die Waxhaw benutzten eine indigene Sprache aus der Familie der Sioux-Sprachen und waren eng mit ihren Nachbarn, den Sugaree und den Catawba, verwandt. Die Herkunft des Namens ist nicht gesichert, stammt aber möglicherweise aus der Handelssprache der Indianer und bedeutet Menschen vom Schilf.
Die Indianer des Waxhaw-Stammes wurden auch als Flatheads (engl.: „flache Köpfe“) bezeichnet, da sie mit ihren Nachbarn den Catawbas nicht nur verschiedenen Rituale teilten, sondern auch den Brauch der Schädeldeformation im Kindesalter teilten. Sie flachten mit Hilfe von Bretten oder kleinen Sandsäcken die Stirn bereits im Säuglingsalter ab, was ihnen ein typisches Aussehen mit weit auseinander stehenden Augen und einer flachen Stirn gab.
1566 begegnete der Konquistador Juan Pardo den Waxhaw, der erste bekannte Kontakt zwischen Europäern und Indianern in dieser Region. Nach dieser Begegnung entwickelte sich der Handel zwischen den Indianern und den Europäern. John Lederer begegnete ihnen 1670 und beschrieb sie als Wisacky, seiner Beschreibung nach wurden sie von einem mächtigeren Catawba-Stamm kontrolliert. 1701 beschreibt der Forscher John Lawson die Waxhaw als freundliches Volk, die Tradition der flachen Stirn erwähnt er ebenfalls. Historische Schätzungen deuten auf eine etwa 2000 Menschen umfassende Population in zwei Dörfern zu dieser Zeit hin. Um 1720 war der Stamm weitgehend ausgelöscht, die meisten fielen wohl einer Pockenepidemie zum Opfer, der Rest wurde während des Tuscarora-Krieges dezimiert. Man geht davon aus, dass die Überlebenden Waxhaw in dem kulturell und sprachlich ähnlichen Stamm der Catawba aufgenommen wurden, andere haben sich möglicherweise den Stämmen der Seminolen in Florida angeschlossen.
Heute erinnert eine Stadt mit dem Namen Waxhaw in North Carolina an die Indianer. Das Gefecht von Waxhaw, das während des Amerikanischen Unabhängigkeitskrieges stattfand, ist nach der Region benannt, die Waxhaw selbst waren daran nicht beteiligt.